# Alnwick
Alnwick /ˈænɪk/ es una villa del condado de Northumberland (Inglaterra), situada en las orillas del río Aln, y conocida por su enorme castillo.

## Geografía
Según la Oficina Nacional de Estadística británica, Alnwick tiene una superficie de 2,39 km².

## Demografía
Según el censo de 2001, Alnwick tenía 7767 habitantes (47,06% varones, 52,94% mujeres) y una densidad de población de 3249,79 hab/km². El 18,96% eran menores de 16 años, el 70,97% tenían entre 16 y 74 y el 10,07% eran mayores de 74. La media de edad era de 41,18 años.
El 92,8% eran originarios de Inglaterra y el 5,07% de otras partes del Reino Unido, mientras que el 0,84% eran del resto de Europa, y el 1,29% de otros continentes. Según su grupo étnico, el 99,55% de los habitantes eran blancos, el 0,15% mestizos, el 0,04% asiáticos, el 0,08% negros, el 0,13% chinos y el 0,05% de cualquier otro. El cristianismo era profesado por el 83,8%, el budismo por el 0,15%, el judaísmo por el 0,05%, el islam por el 0,04% y cualquier otra religión, salvo el hinduismo y el sijismo, por el 0,09%. El 9,63% no eran religiosos y el 6,23% no marcaron ninguna opción en el censo.
Del total de habitantes con 16 o más años, el 26,5% estaban solteros, el 52,29% casados, el 2,53% separados, el 7,9% divorciados y el 10,79% viudos. Había 3467 hogares con residentes, de los cuales el 35,02% estaban habitados por una sola persona, el 8,4% por padres solteros con o sin hijos dependientes, el 36,15% por parejas casadas y el 7,57% sin casar, con o sin hijos dependientes en ambos casos, el 9,52% por jubilados y el 3,35% por otro tipo de composición. Además, había 146 hogares sin ocupar y 49 eran alojamientos vacacionales o segundas residencias.

## Ciudades hermanadas
- Lagny-sur-Marne, Isla de Francia, Francia